# شاپرک‌های بی‌پروا
شاپرک‌های بی‌پروا (انگلیسی: Heedless Moths) یک فیلم صامت ملودرام به کارگردانی رابرت زی. لنرد است که در سال ۱۹۲۱ میلادی منتشر شد و بر پایهٔ زندگی‌نامهٔ آدری مانسون ساخته شد.
از آنجایی که امروزه هیچ نسخه‌ای از این فیلم باقی نمانده‌است، آن را یک فیلم گمشده می‌دانند.

## بازیگران
- جین توماس
- هولمز هربرت
- هدا هاپر
- آدری مانسون
- وارْد کِـرِین